# George F. Cahill
George F. Cahill (1869 – 1935)  là nhà phát minh người Mỹ nổi tiếng vì góp phần biến các trận bóng chày có thể chơi được vào ban đêm bằng cách phát minh ra máy chiếu đèn pha hai mặt không gây chói.